# IMMP1L
IMMP1L (англ. Inner mitochondrial membrane peptidase subunit 1) – білок, який кодується однойменним геном, розташованим у людей на 11-й хромосомі. Довжина поліпептидного ланцюга білка становить 166 амінокислот, а молекулярна маса — 18 504.
| 10         |  | 20         |  | 30         |  | 40         |  | 50         |
| ---------- |  | ---------- |  | ---------- |  | ---------- |  | ---------- |
| MLRGVLGKTF |  | RLVGYTIQYG |  | CIAHCAFEYV |  | GGVVMCSGPS |  | MEPTIQNSDI |
| VFAENLSRHF |  | YGIQRGDIVI |  | AKSPSDPKSN |  | ICKRVIGLEG |  | DKILTTSPSD |
| FFKSHSYVPM |  | GHVWLEGDNL |  | QNSTDSRCYG |  | PIPYGLIRGR |  | IFFKIWPLSD |
| FGFLRASPNG |  | HRFSDD     |  |            |  |            |  |            |

A: Аланін

C: Цистеїн

D: Аспарагінова кислота

E: Глутамінова кислота

F: Фенілаланін

G: Гліцин

H: Гістидин

I: Ізолейцин

K: Лізин

L: Лейцин

M: Метіонін

N: Аспарагін

P: Пролін

Q: Глутамін

R: Аргінін

S: Серин

T: Треонін

V: Валін

W: Триптофан

Кодований геном білок за функціями належить до гідролаз, протеаз. 
Локалізований у мембрані, мітохондрії, внутрішній мембрані мітохондрії.